# Shin Koyamada
Shin Koyamada (小山田 真, Koyamada Shin) est un acteur japonais né le 10 mars 1982.

## Biographie
Passionné dès son plus jeune âge par les films d'action américains et hongkongais, Shin Koyamada décide très tôt de devenir acteur. Faisant fi des réticences de sa famille, il entreprend une formation athlétique intensive : gymnastique, course, natation, vélo, etc. À seize ans, il aborde le karaté ; deux ans plus tard, il décroche une ceinture noire. 
Installé aux États-Unis, Koyamada commence à étudier l'anglais à 18 ans et rejoint en 2000 la Los Angeles City College. L'année suivante, il chorégraphie et interprète les combats d'arts martiaux d'une production de Coriolan au Knightsbridge Theater et participe à un épisode de la série d'action Power Rangers.
Shin Koyamada a étudié le kung-fu, notamment au sein de First Chinese Athletic Association, et a enchaîné en cinq mois six Tournois National d'Arts Martiaux qui se sont soldés par cinq victoires et un deuxième prix. Il poursuit actuellement sa formation avec divers maîtres, dont certains des meilleurs chefs cascadeurs du cinéma. Le Dernier Samouraï marque ses débuts à l'écran.

## Filmographie
- 2007 - Good Soil, de Craig Shimahara
- 2006 - Wendy Wu, de John Laing
- 2006 - Constellation, de Jordan Walker-Pearlman
- 2005 - Wine Road of the Samouraï (2005) série TV, de Eiji Sone
- 2004 - Jake 2.0 (2004) série TV
- 2003 - Le Dernier Samouraï, de Edward Zwick
- 2002 - Ninja Pays Half My Rent, de Steven Tsuchida